# Peggy (Vorname)
Peggy oder Peggie ist ein weiblicher Vorname und eine mittelalterliche Variante von Meggie, einem Diminutiv von Margarete.

## Bekannte Namensträgerinnen

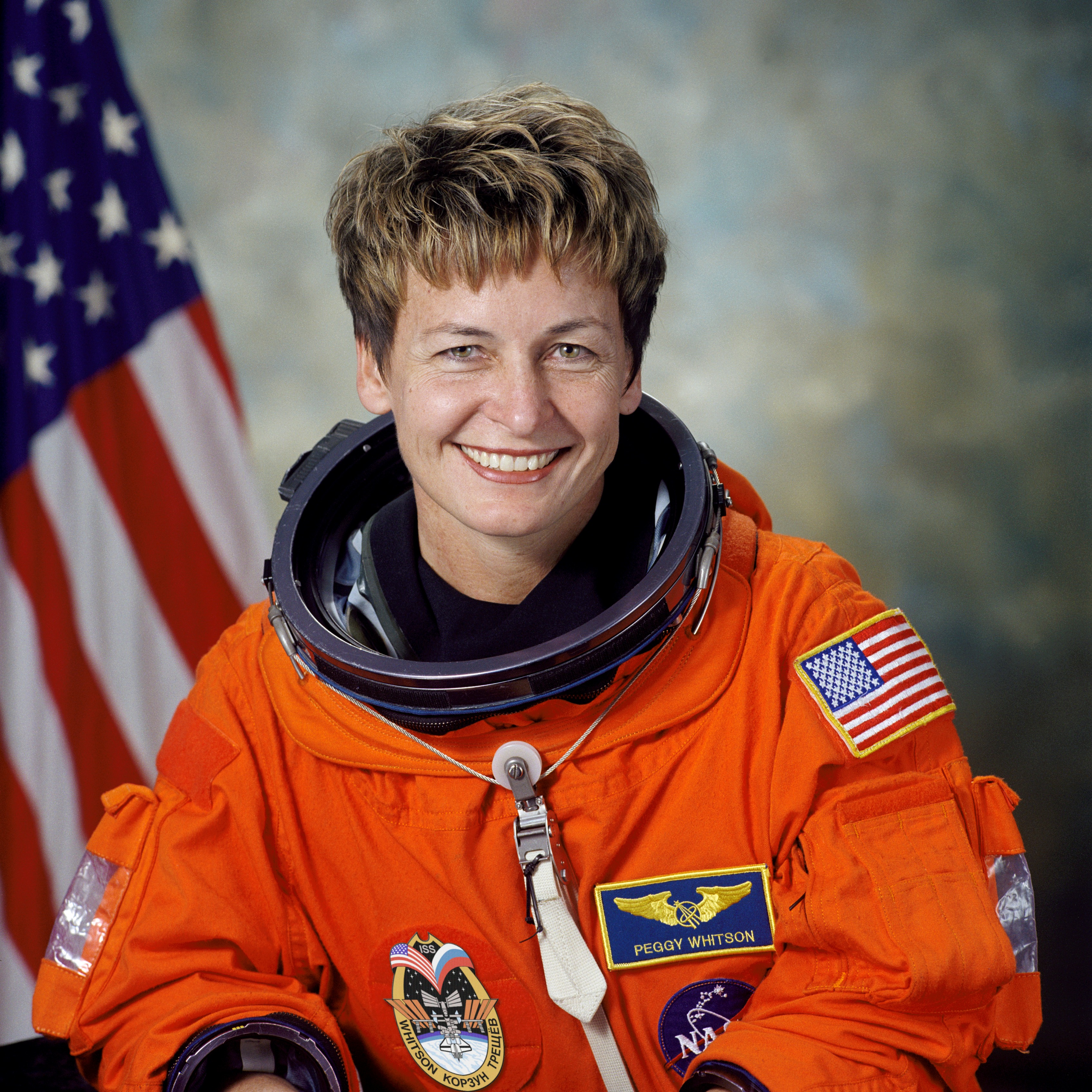
Peggy Annette Whitson (* 1960), US-amerikanische Astronautin

- Peggy Albrecht (* 1974), deutsche Künstlerin
- Peggy Ashcroft (1907–1991), britische Schauspielerin
- Peggy Beer (* 1969), deutsche Leichtathletin
- Peggy Brown (* 1930), deutsche Schlagersängerin
- Peggy Büchse (* 1972), ehemalige deutsche Langstreckenschwimmerin
- Peggy Butts (1924–2004), römisch-katholische Ordensfrau, Professorin für politische Theorie und kanadische Senatorin
- Peggy Cass (1924–1999), US-amerikanische Schauspielerin
- Peggy Cripps-Appiah (1921–2006), britische Kinderbuchautorin
- Peggy Dow (* 1928), US-amerikanische Schauspielerin
- Peggy Fleming (* 1948), US-amerikanische Eiskunstläuferin und Olympiasiegerin 1968
- Peggy Ann Garner (1932–1984), US-amerikanische Film- und Theaterschauspielerin und Fotomodell
- Peggy Sue Gerron, namensgebend für das Lied Peggy Sue
- Peggy Gilbert (1905–2007), US-amerikanische Jazz-Musikerin
- Peggy Glanville-Hicks (1912–1990), australische Komponistin
- Peggy Guggenheim (1898–1979), US-amerikanische Kunstmäzenin, Sammlerin und Galeristin der Kunst des 20. Jahrhunderts
- Peggy Hopkins Joyce (1893–1957), US-amerikanische Film- und Broadway-Schauspielerin
- Peggy King (* 1930), US-amerikanische Sängerin
- Peggy Knobloch (1992–2001?) im Alter von neun Jahren im oberfränkischen Lichtenberg verschwundenes Mädchen
- Peggy Lee (1920–2002), US-amerikanische Sängerin und Schauspielerin
- Peggy Lee (* 1963), kanadische Cellistin
- Peggy Lipton (1946–2019), US-amerikanische Schauspielerin
- Peggy Lukac (* 1949), deutsche Schauspielerin
- Peggy March (* 1948), US-amerikanische Schlagersängerin und -texterin
- Peggy Nietgen (* 1986), deutsche Fußballspielerin
- Peggy Parnass (1927–2025), deutsch-schwedische Schauspielerin, Kolumnistin, Gerichtsreporterin und Autorin
- Peggy Pollow (* 1979), deutsche Musicaldarstellerin, Schauspielerin und Hörspielsprecherin
- Peggy Porschen (* 1976), deutsche Konditorin, Bäckerin und Autorin
- Peggy Rathmann (* 1953), US-amerikanische Bilderbuchautorin
- Peggy Rea (1921–2011), US-amerikanische Schauspielerin
- Peggy Richter (* 1973), ehemalige DDR-Nationalspielerin im Badminton
- Peggie Sampson (1912–2004), kanadische Cellistin, Gambistin und Musikpädagogin
- Peggy Sander (* 1969), deutsche Synchronsprecherin
- Peggy Schwarz (* 1971), deutsche Eiskunstläuferin
- Peggy Scott-Adams (1948–2023), US-amerikanische Blues- und Soul-Sängerin
- Peggy Seeger (* 1935), US-amerikanische (und zwischenzeitlich britische) Folksängerin und Liedermacherin
- Peggy Seidel (* ?), deutsche Eiskunstläuferin
- Peggy Stern (* 1948), US-amerikanischer Jazz-Pianistin und Keyboarderin
- Peggy Stewart (1923–2019), US-amerikanische Schauspielerin
- Peggy Wagenführ (* 1976), deutsche Biathletin
- Peggy Wehmeier (* 1960), deutsche Journalistin und Schriftstellerin
- Peggy Annette Whitson (* 1960), amerikanische Astronautin
- Peggy Wolf (* 1971), deutsche Journalistin und Autorin

Siehe auch:
- Peg LaCentra (1910–1996), US-amerikanische Sängerin und Schauspielerin